# Fédération de l'Éducation nationale
Pour les articles homonymes, voir FEN.
 (juillet 2018).
La Fédération de l'Éducation nationale (FEN) était une organisation professionnelle française, concernant à l'origine les personnels de l'Éducation nationale, incluant par la suite ceux de la recherche et de la culture (son champ de syndicalisation couvrant jusqu'à huit ministères) ; elle fédérait plusieurs syndicats, dont les principaux étaient le SNI et le SNES.
Créée en 1930 sous le nom de « Fédération générale de l'enseignement » (FGE) elle devient « Fédération de l'Éducation nationale » en 1945, abandonnant ce nom en 2000 dans le cadre d'une profonde restructuration syndicale et devenant l'« UNSA éducation ».
La FEN, depuis l'origine à la CGT, choisit l'autonomie en 1948, lors de la scission entre la CGT et la CGT-FO ; elle préserve ainsi son unité en reconnaissant l'expression officielle de courants de pensée (« tendances ») et devient un élément original du syndicalisme français, jusqu'en 1992. Au début des années 1970, la FEN revendique jusqu'à 550 000 adhérents, plus que certaines organisations confédérales considérées comme représentatives. Première fédération syndicale de fonctionnaires de l'État, son audience dépasse ce cadre, y compris en ce qui concerne les relations inter-confédérales. Les médias utilisent alors fréquemment le lieu commun « la toute puissante FEN ».
En 1992, elle change de nature du fait de l'éviction du SNES et du SNEP, dirigés par la tendance « Unité et Action », qui créent alors la Fédération syndicale unitaire (FSU) regroupant des syndicats nationaux de même orientation (par exemple le SNESup) et des syndicats créés dans le cadre de la FSU par des militants quittant la FEN.
En 1993, la FEN maintenue s'intègre à un organisme interprofessionnel en participant à la constitution de l'Union nationale des syndicats autonomes (UNSA). En 2000, la FEN prend le nom d'UNSA Éducation.

## Origines et fonctionnement
Elle se constitue à la Libération par changement d'appellation de l'ancienne Fédération générale de l'enseignement (FGE), créée en 1930 dans la CGT de Léon Jouhaux (à laquelle sa principale composante, le SNI, créé en 1920, était affilié depuis 1925).

### Fédération générale de l'enseignement (1928-1946)
Les débuts du XXe siècle avaient été marqués, dans l'enseignement par la coexistence d'un syndicalisme d'inspiration anarcho-syndicaliste (notamment autour de la revue L'École émancipée) et d'un mouvement amicaliste rendu possible par la loi de 1901 sur les associations. En 1919, la Fédération des membres de l'enseignement laïque se situe dans la minorité révolutionnaire de la CGT au moment où la Fédération nationale des amicales d'instituteurs se transforme en Syndicat national des instituteurs (1920) qui demande son affiliation à la CGT dirigée par un Léon Jouhaux devenu réformiste. En 1921, la FMEL rejoint la CGTU et devient la Fédération unitaire de l'enseignement (FUE).
Pour des raisons complexes, la Fédération générale de l'enseignement (FGE) se constitue en décembre 1928 Fédération de la CGT, la FGE compte alors 76 000 instituteurs pour 3 600 enseignants du secondaire dont 350 enseignants de lycée. À la même période, la FUE compte moins de 5 000 adhérents.
En 1935, lors de la réunification CGT-CGTU au sein de la CGT, c'est la FGE et ses syndicats nationaux qui servent de cadre d'accueil. En 1940, la FGE est dissoute. C'est une des toutes premières mesures prises par le gouvernement de Vichy avec la dissolution du SNI et de la Ligue de l'enseignement et la suppression des écoles normales primaires.
En 1945, un bureau provisoire de la FGE reconstituée se met en place. Le secrétaire général en est Adrien Lavergne, issu du Syndicat des collèges modernes. Il sera le premier secrétaire général de la nouvelle FEN jusqu'en 1956.
La FGE compte alors 130 000 adhérents appartenant à 33 syndicats nationaux (15 d'enseignants, 10 de techniciens, 8 de personnels administratifs). Au congrès de mars 1946, la FGE prend le nom de « Fédération de l'Éducation nationale ».

### Choix de l'autonomie: motion Bonissel-Valière
En 1928, la FGE appartenait à la CGT dans un contexte de division syndicale (existence de la CGTU). En 1945 et 1946, la FGE devenue FEN appartient à une CGT réunifiée depuis 1943. La FEN-CGT va être confrontée aux conséquences de la scission de 1947-1948 et, par le passage à l'autonomie, prendre une place originale dans le syndicalisme français jusqu'en 1992.
En 1947, lors de la scission de la CGT qui a donné naissance à la CGT-FO, la FEN a refusé de choisir entre les deux confédérations et s'est installée dans l'autonomie en transposant à la fédération la motion Bonnissel-Valière du congrès du SNI qui a fixé le cadre de fonctionnement pour une quarantaine d'années. René Bonissel était une figure de premier plan du SNI et de surcroît perçu comme le fils spirituel de Georges Lapierre (secrétaire général du SNI clandestin, mort en déportation comme son successeur Joseph Rollo). Marcel Valière était le responsable de la tendance École émancipée, secrétaire général de la fédération unitaire de l'enseignement CGTU de 1935 à la réunification de la CGT.
La motion Bonissel-Valière reposait sur le principe de la représentation proportionnelle sur la base de textes d'orientation. La FEN l'appliqua pour la partie de sa commission administrative correspondant à la part des sections départementales, les syndicats nationaux transposant le poids interne de leurs tendances dans leurs propres délégations. En revanche, était réaffirmée, contre la position des militants dits alors « cégétistes » le principe d'un exécutif homogène pris dans la tendance majoritaire quelle qu'elle soit.
Les militants de la majorité autonomes (parmi lesquels on trouvait des socialistes) et les militants de l'École émancipée ont en effet refusé de rejoindre FO pour maintenir l'unité de la fédération. Les militants de la tendance proche à l'époque des communistes (qui deviendra Unité et Action dans les années 1960) prônaient l'affiliation à la CGT, mais ne quittèrent pas la FEN à l'exception d'un syndicat de l'enseignement technique, le SNET « apprentissage » (l'autre SNET, dit « SNET-écoles » approuvant l'autonomie).
Les militants autonomes sont largement majoritaires, appuyés sur le SNI, qui regroupe alors 75 % des effectifs, et contrôlent la plupart des autres syndicats comme le SNES (jusqu'en 1967). La FEN avait toutefois admis l'affiliation à titre individuel à l'une ou l'autre des confédérations (CGT ou FO), à condition qu'elle ne soit pas structurée en syndicats nationaux parallèles et qu'elle ne donne pas de mots d'ordre parallèles. Les militants communistes firent ainsi vivre une FEN-CGT jusqu'en 1954 où une décision du bureau politique du PCF invita les instituteurs membres du parti à concentrer toute leur activité dans le SNI. Quelques militants proches des autonomes, essentiellement du second degré (Paul Ruff) constituèrent une tendance FO, mais s'agglomérèrent à la majorité dès les années 1950.
En revanche, en 1957, la FEN, et en particulier le Syndicat national des Instituteurs (SNI), fut l'élément moteur de l'initiative « Pour un mouvement syndical uni et démocratique » (PUMSUD), avec des militants de la CGT (Pastre) et de FO qui restèrent marginalisés dans leurs organisations. C'est Denis Forestier (secrétaire général du SNI et futur président de la MGEN) qui s'était impliqué dans le PUMSUD. Mais l'expérience tourna court au début des années 1960. La FEN joue de même un rôle important dans le mouvement syndical en faisant le lien entre CGT et FO, qui dans le climat de guerre froide n'ont pas de relations directes.

### Syndicats nationaux et tendances
La FEN, dès l'origine, était structurée par les syndicats nationaux (le projet de l'École émancipée de créer une « Fédération d'industrie » était très minoritaire) et organisée en sections départementales. Dès 1948, il fut convenu que la représentation prévue pour les sections départementales dans la commission administrative de la FEN (organisme délibératif mensuel) permettraient la représentation des courants de pensée.
Le nombre de syndicats a varié selon les périodes (d'une vingtaine à près de cinquante). Les principaux syndicats ont été :
- le syndicat national des instituteurs (SNI), devenu SNI-PEGC en 1976 et syndicat des enseignants en 1992 ;
- le syndicat national des enseignements de second degré (SNES) qui avait fusionné avec le syndicat national des collèges modernes en 1949 et le syndicat national de l'enseignement technique (dit « SNET-écoles » à la Libération) ;
- le syndicat Administration et Intendance (A&I), résultat en 1994 de la fusion du SNAU (syndicat national de l'administration universitaire) et du SNIEN (syndicat national de l'intendance de l'Éducation nationale) ;
- le syndicat national des agents de l'Éducation nationale (SNAEN) ;
- Le syndicat national de l'enseignement supérieur (SNESup) ;
- Le syndicat national des personnels techniques de l'enseignement supérieur (SNPTES), présent dans les universités et au CNRS ;
- le syndicat national de l'éducation physique (SNEP).
- le Syndicat national de l'enseignement technique action autonome (SNETAA), qui regroupait les personnels enseignants des centres d'apprentissage, devenus ensuite collèges d'enseignement technique (CET), puis lycées d'enseignement professionnel (LEP) et actuellement lycées professionnels (LP).
- le syndicat des infirmiers et éducateurs de santé (snies)[9]
- le syndicat national des conseillers techniques et pédagogiques d'éducation populaire qui deviendra en 1983 de syndicat de l'éducation populaire (SEP) qui syndique les personnels du champ interprofessionnel de l'éducation populaire.

Les trois tendances principales existant depuis 1945 étaient :
- Unité Indépendance et Démocratie (UID), majoritaire, réputée proche des socialistes (voir la section suivante) ;
- Unité et Action (U&A), longtemps appelée cégétiste et au sein de laquelle se retrouvaient les militants proches du PCF, mais pas seulement (s'y retrouvaient des militants socialistes ou non affiliés politiquement) ;
- École Émancipée (EE), proche de l'extrême gauche, dont l'origine remonte à l'anarcho-syndicalisme.

Deux tendances supplémentaires virent le jour après les événements de Mai 68 :
- École émancipée pour le front unique ouvrier (EE-FUO), correspondant à une scission dans l'École émancipée qui regroupait les militants proches de l'OCI de l'époque devenue ultérieurement parti des travailleurs (PT). En 1983-1984, la plupart de ces militants rejoignirent Force ouvrière, à commencer par leur responsable Jean-Jacques Marie, agrégé de lettres connu par ailleurs pour être un éminent spécialiste du trotskisme ;
- Rénovation syndicale (RS) qui regroupait des militants du PSU se réclamant de l'autogestion. Un certain nombre de ces militants contribuèrent au renforcement du SGEN-CFDT au début des années 1970. La tendance RS, tout en se maintenant parfois dans quelques syndicats, disparut de fait du paysage fédéral national à la fin des années 1970.

À la fin des années 1980, la majorité du SNETAA, jusqu'alors UID mais en conflit avec le reste de la majorité fédérale depuis 1987, et interdit d'utiliser le sigle UID en 1990, créa sa propre tendance (« Autrement »).

### Tendances de la FEN et partis de gauche
Une assimilation rapide conduit à donner une coloration politique homogène aux tendances :
- socialiste pour UID (majorité autonome en 1948)
- communiste pour U&A (cégétistes en 1948)
- extrême-gauche pour l'ÉÉ (avec ses différents courants).

Il convient pourtant de souligner que les militants les plus engagés (donc souvent les plus engagés aussi politiquement) n'étaient pas tous adhérents ou sympathisants d'un parti. Il est vrai aussi que, à des époques où les partis de gauche et d'extrême-gauche ne dialoguaient pas, voire s'affrontaient violemment, la FEN faisait cohabiter en son sein toute la palette militante de gauche et d'extrême-gauche.
Si tous les militants communistes se retrouvaient dans la tendance Unité et Action — et pas ailleurs —, la tendance pouvait compter parmi ses représentants des militants non encartés ou appartenant au parti socialiste, et, en son sein, à la tendance majoritaire. Ce fut le cas d'anciens militants de la Convention des institutions républicaines, le mouvement politique de François Mitterrand avant la réunification socialiste Congrès d'Épinay, 1971) comme Louis Mexandeau. Jean Petite, responsable pédagogique du SNES appartenait également au PS.
Certes, au moment où la double affiliation était possible (adhésion à un syndicat de la FEN et à la CGT ou Force ouvrière, c'est bien une décision du bureau politique du parti communiste, immédiatement appliquée, qui amena « les instituteurs communistes à concentrer leur activité au sein du SNI », mais ce qui était encore possible en 1954 ou 1956 (soutien, au congrès national de la FEN, de l'intervention soviétique à Budapest), devint plus difficile ensuite, notamment après la conquête du SNES lorsque Unité & Action (1967) et, surtout, l'affaiblissement du parti communiste français lui-même dont s'écartèrent un certain nombre de militants Unité & Action sans renoncer à leur orientation de tendance.
L'École émancipée était elle-même plus ancienne que la FEN ou la FGE qui l'avait précédée. La FGE fut créée en 1929 et son syndicat d'instituteurs (le SNI) en 1920. L'École émancipée avait été créée en 1910 comme organe de la fédération des membres de l'enseignement laïque affiliée à la CGT d'avant 1914 et, comme elle, d'inspiration anarcho-syndicaliste. Si les militants politiques d'extrême-gauche militant à la FEN s'y retrouvaient spontanément, elle draînait aussi des militants plus jeunes, plus combatifs… et fut parfois une pépinière de militants autonomes comme Robert Chéramy ou Louis-Paul Le Tonturier.
Quant aux socialistes — qu'on retrouvait dans les différents courants de pensée de la FEN —, ils étaient plutôt les porte-parole de leur syndicat dans leur parti que l'inverse. La crise algérienne, et singulièrement l'attitude du gouvernement de Guy Mollet s'étaient d'ailleurs traduits par l'abandon de toute activité politique pour nombre d'entre eux, voire le passage au Parti socialiste autonome, devenu un peu plus tard PSU fondé, en rupture avec la SFIO, par Édouard Depreux et Alain Savary, hostiles à la guerre d'Algérie. Cet attachement à l'indépendance syndicale avait d'ailleurs conduit la tendance UID à refuser, en 1972, d'engager la FEN en tant que telle dans le programme commun de gouvernement PCF-PS-Radicaux de gauche, contre l'avis de la tendance Unité et Action.

## Forteresse enseignante

### Poids incontestable
La FEN obtient un taux de syndicalisation massif d'environ 70 %. Couplé à la progression des effectifs, la FEN se renforce, alors même que le syndicalisme ouvrier est en déclin, revendiquant plus de 500 000 adhérents, soit plus que la CGC ou la CFTC, et peut-être même Force ouvrière. Dans les années 1960 et 1970, elle joue même assez souvent un rôle de pont entre les confédérations.
C'est en 1976 qu'elle obtient du gouvernement de l'époque (lettre du Premier ministre d'alors, Jacques Chirac) une reconnaissance officielle comme centrale syndicale de fait. Une seconde lettre confirmant cette représentativité lui sera adressée en 1986 par le Premier ministre Laurent Fabius.

### Création d'œuvres mutualistes, coopératives et d'associations
Parallèlement, la FEN et le SNI établissent ou sont actifs dans de nombreux organismes annexes : mutuelles, coopératives, banque… comme la MGEN, la MAE, la CAMIF, la CASDEN Banque populaire, qui brassent des sommes considérables. Les militants de la FEN sont également actifs dans des associations périscolaires: Ligue de l'enseignement, Jeunesse au Plein Air, etc. a soutenu le développement de la FCPE pour les parents d'élèves. Unie, la FEN est un acteur économique et syndical incontournable.
En 1948, la création toute récente de la MGEN (décision du congrès du SNI de 1946) avait pesé lourd dans le choix du maintien de l'unité par l'autonomie.

## Collège, objet de divergences dans la FEN depuis toujours
À la Libération, le SNES, qui appartenait comme tous les syndicats jusqu'en 1967 à la majorité fédérale, s'opposa au plan Langevin-Wallon et réaffirma son attachement au modèle traditionnel d'enseignement secondaire, tandis que les cours complémentaires, structures administrativement rattachées au premier degré et fonctionnant avec des enseignants sélectionnés chez les instituteurs, se développaient.
La question se trouva plus fortement posée encore à partir de 1959. Les cours complémentaires laissèrent la place à des collèges d'enseignement général (CEG) voués à disparaître et à des collèges d'enseignement secondaire (CES) où cohabitaient trois filières d'orientation (dès la 6e), la filière I seule étant destinée (sauf exception) à fournir les futurs élèves de l'enseignement général secondaire long. Ces trois filières étaient respectivement prises en charge par des enseignants du secondaire traditionnel (certifiés, agrégés -- mais aussi les maîtres-auxiliaires) pour la filière I, aux professeurs de collège d'enseignement général devenus PEGC (professeurs d'enseignement général de collège) pour la filière II, à des instituteurs spécialisés pour ce qu'on appelait la voie III (parfois classes pratiques ou classes de transition).
En 1969, pour « casser le SNI », le gouvernement de l'époque avait créé les corps académiques de PEGC (professeurs d'enseignement général de collège) avec un recrutement spécifique. C'est cette même revendication qui avait conduit l'amicale des professeurs de CEG (ANPCC -- ex-amicale nationale des professeurs de cours complémentaires) à se transformer en Syndicat national des collèges (SNC) en 1969. C'est le SNCL-FAEN d'aujourd'hui.
Syndicalement, les PEGC continuèrent à relever du champ de syndicalisation du SNI (devenu SNI-PEGC en 1976). En 1975, le modèle du CES avait laissé la place au collège unique institué par la loi Haby. La disparition des filières justifiait difficilement la coexistence de corps différents. Les instituteurs spécialisés de voie III furent progressivement intégrés parmi les PEGC et, durablement, le rapport de forces entre les personnels de type « second degré long » et les PEGC était de type moitié-moitié. À l'influence syndicale s'élevait un débat portant sur la conception pédagogique : le SNES, et les enseignants de second degré avec lui, dénonçait les risques de primarisation du collège et les menaces sur les disciplines d'enseignement, dans la mesure où les PEGC constituaient un débouché possible pour les instituteurs et où leur recrutement officiel ne prévoyait qu'une année de DEUG et deux années en centre de formation, dans la mesure aussi où il s'agit d'enseignants bivalents ou trivalents sur des champs plus larges (lettres/histoire-géographie ; lettres/langue vivante ; maths/sciences physiques, par exemple). Inversement, la majorité du SNI contestait la rupture en 6e, le passage d'un instituteur unique à dix enseignants étroitement spécialisés. Et les mêmes considèrent que le refus intransigeant du SNES de toucher en profondeur au collège est une source des difficultés actuelles.
La situation empira après 1967, lorsque la tendance Unité et Action devint majoritaire au SNES puis, dans la foulée, conquit le SNEP (éducation physique) et le SNPEN (professeurs des écoles normales d'instituteurs, recrutés parmi les certifiés et agrégés). Le SNES contestait la remise en cause de l'architecture du second degré (au point qu'il combattit très violemment la création des baccalauréats professionnels en 1984, même s'il revendiquait l'élévation du niveau de qualification par un élargissement de l'accès aux baccalauréats existants, général ou technologique).

## Fin du modèle unitaire

### Raison externe: développement de la concurrence syndicale
Les syndicats de la FEN ont pu être contestés par des syndicats catégoriels (comme le Syndicat national des collèges créé en 1960) ou, chez les personnels non-enseignants, par des syndicats confédérés (essentiellement la CGT qui, longtemps, n'avaient qu'un seul syndicat enseignant : celui de l'enseignement technique professionnel).

#### Émergence du SGEN
Né en 1937, le SGEN (SGEN-CFTC puis SGEN-CFDT après 1964) est longtemps resté relativement marginal. Dans les années 1970 pourtant, le SGEN-CFDT s'est posé comme une organisation alternative qui mais très minoritaire dans le premier degré, plus présente dans le second degré, en profitant de l'image novatrice qu'avait alors la CFDT et d'orientations pédagogiques innovantes. Il s'est appuyé notamment, dans la période qui a suivi mai 1968, sur des militants de la FEN, souvent proches du PSU qui s'étaient retrouvés au sein d'une nouvelle tendance : Rénovation syndicale, née au congrès du SNI de novembre 1968, qui liait transformation sociale (voire sociétale) et transformation de l'École, ont, notamment au SNES, rejoints le SGEN.
L'influence du SGEN, réelle ou supposée, sur le cabinet Savary en 1981 était liée à sa reconnaissance implicite, alors, comme laboratoire d'idées. Si, depuis des années, la FEN ou certains de ses syndicats avait déjà travaillé sur la prise en charge par le système éducatif de publics différenciés, mais aussi par des politiques publiques sur leur environnement, l'appellation ZEP, restrictive au demeurant, venait du SGEN-CFDT.

#### 1984: la remise en cause du pacte de 1948 parForce ouvrière
Depuis la scission confédérale de 1948 qui avait vu les amis de Léon Jouhaux et Robert Bothereau fonder la Confédération générale du travail-Force ouvrière, un accord tacite excluait la concurrence entre les syndicats enseignants de la FEN et les confédérations issues de l'ancienne CGT unifiée en 1935 et réunifiée par les accords du Perreux de 1943. Les militants de la FEN qui appartenaient à la tendance Force ouvrière restèrent fidèles à la majorité fédérale, y compris quand Force ouvrière renonça à la double affiliation et tenta (vainement) de concurrencer le SNI en créant dans les années 1950 un syndicat de directeurs d'école. Si Paul Ruff conserva la tête d'une tendance spécifique au SNES, il fut, de 1947 au milieu des années 1960 responsable de la section de la Seine de la FEN au titre du courant majoritaire.
La situation change en 1984 quand Force ouvrière se développe chez les enseignants en bénéficiant de la venue massive et organisée de militants de la tendance EE-FUO reprochant à la fois au SNI-PEGC et à la FEN leur supposé manque d'activisme laïque et, peut-être surtout, une volonté de transformation du système éducatif remettant en cause la logique de seule transmission des savoirs (défense de l'instruction vs. l'éducation) et, surtout, l'implication des parents d'élèves (notamment dans le premier degré). Ce positionnement va leur permettre d'agréger les mécontentements et les inquiétudes en cette période de turbulence éducative.
Au-delà de leur environnement militant, les syndicats Force ouvrière réussissent alors une percée électorale aux élections professionnelles de 1984 chez les enseignants. Globalement, les syndicats de la FEN reculent de 7,5 % (L'Enseignement public, mensuel de la FEN, janvier 1985), la FEN passant de 66 % des voix (scrutin précédent) à 58,5 % des suffrages exprimés. FO, quasi inexistant (2,4 % au scrutin précédent) atteint globalement 9,5 %, mordant même dans le secondaire sur des syndicats plus catégoriels voire marqués à droite.
Cette brèche supplémentaire laisse alors les syndicats de la FEN majoritaires, mais cette majorité n'est plus écrasante et la montée en puissance du SGEN-CFDT dans les décennies soixante-dix/quatre-vingt avait remis en question une quasi-hégémonie fondée sur un très puissant syndicalisme unitaire dans lequel l'importance des débats internes (de tendances ou entre syndicats) primait sur une concurrence externe à l'influence limitée.

#### Désyndicalisation et coordinations
De 1948 à 1967, la syndicalisation de la FEN représentait de 63,1 % à 57,7 % des personnels. En 1969 (mai 68 est passé par là) le taux tombe à 52,8 %. C'est à partir de 1980 qu'il tombe en dessous de 50 %, avec une pente brutale dès avant la scission : 49,4 % en 1982 ; 36,4 % en 1985 ; 29 % au congrès de Clermont-Ferrand de 1991.
La désyndicalisation s'est traduite, dans les années 1980, par des modes nouveaux d'organisation temporaire : les coordinations, regroupant de manière indifférenciée syndiqués (notamment les militants des tendances d'extrême-gauche d'organisations diverses) et non-syndiqués. Elles ont pris à contre-pied les directions syndicales, avec généralement un positionnement jusqu'au-boutiste, mais témoignaient, indépendamment de leur impossibilité à construire un cadre durable d'action permettant de définir des objectifs autres que le simple retrait de telle ou telle réforme, du déplacement du centre de gravité.
À mesure que s'accroît la réalité de la concurrence externe — qu'il s'agisse de syndicats concurrents ou de collectifs temporaires —, la quasi-paralysie de la FEN et la cristallisation des jeux de tendance vont apparaître insupportables pour les militants majoritaires de la fédération — notamment au SNI-PEGC.

### Exacerbation des conflits internes

#### Poids croissant duSNESet d'Unité et Action
De 1945 à 1967, à l'exception du SNESup, les syndicats d'enseignants appartenaient à la majorité fédérale. Dans les années 1970, l'opposition entre tendances se doublait d'une opposition entre enseignants de type second degré long et autres enseignants. Le SNI-PEGC et le SNETAA (enseignants des lycées professionnels) appartenaient en effet à la majorité fédérale. À la fin des années 1980, la majorité du SNETAA se sépare de la majorité fédérale et crée son propre courant de pensée (Autrement) dont l'influence n'excède guère le SNETAA.
Or le renforcement numérique de l'enseignement secondaire par l'allongement et la massification de la scolarité dans le second cycle, combinée à la secondarisation croissante des personnels de collège (en 1987, René Monory, ministre de l'Éducation, décide d'arrêter le recrutement des PEGC), renforcent objectivement U&A qui peut envisager, à terme, de conquérir la FEN, mais refuse de fait la discipline fédérale. Le SNES en particulier récuse toute compétence réelle à la fédération.

#### Cristallisation des tendances en fractions
En 1973, malgré une décision contraire de la FEN, quatre syndicats de la FEN à direction Unité & Action (SNES, SNEP, SNESup, SNCS) appelant à suivre un mouvement de grève fonction publique lancé par la CGT et la CFDT, alors que la commission administrative nationale de la fédération avait levé son mot d'ordre de grève sur un sujet à l'évidence de compétence fédérale. Le congrès de 1973 adopte un Manifeste pour l'unité et la responsabilité de la FEN qui laisse planer la menace de sanctions en cas de nouveaux dérapages, mais restera sans lendemain tant est grand le choix de l'unité.
Dès les années 1980, le climat interne se dégrade fortement. D'une part, les militants minoritaires accusent la majorité de préparer une recomposition syndicale qui regrouperait un bloc réformiste composé de la CFDT, de la FEN et de syndicats autonomes appartenant au Groupe des Dix (dont une partie participera en 1993 à la création de l'UNSA, dans un contexte où la scission de la FEN est cependant déjà un fait accompli. D'autre part, les militants majoritaires dénoncent la constitution de facto d'une FEN bis autour des syndicats à direction Unité & Action (SNES, SNEP, SNESup, SNETAP (enseignement agricole public : le syndicat de Michel Deschamps qui sera le premier secrétaire général de la FSU)) et d'un bloc de trente sections départementales du SNI-PEGC à direction Unité & Action — une FEN bis prenant ses propres décisions, adoptant ses propres mots d'ordre et défendant ses propres positions.
Les tendances ne sont plus seulement, pour autant qu'elles l'aient été, de simples courants de pensée favorisant l'expression des idées comme en 1948, elles sont devenues, de part et d'autre, des fractions figées.

### Scission de 1992 et conséquences
Les clivages deviennent de plus en plus fort, notamment au congrès de Clermont-Ferrand (1991) qui voit s'opposer deux blocs. La majorité fédérale, arithmétiquement menacée, est résolue à engager une restructuration interne à son avantage (syndicat des enseignants). L'enjeu se traduit par l'éviction de Yannick Simbron, secrétaire général de la FEN, jugé attentiste, et son remplacement, quatre mois après sa réélection, par Guy Le Néouannic.
En avril 1992, un conseil fédéral national de la FEN, sur le rapport de la commission des conflits fait un constat de non-affiliation (de fait, d'exclusion) du SNES et du SNEP. La justice, saisie par ces deux syndicats, n'impose qu'une confirmation par un congrès ce qui sera fait à Créteil en octobre 1992.
Dans l'intervalle, le SNI-PEGC est devenu (juin 1992) Syndicat des Enseignants (SE-FEN), en occupant, dans la fédération, le champ laissé libre par la disparition du SNES et du SNEP (à cette occasion, il est rejoint par le SNEEPS et des militants issus du SNES, du SNETAA et du SNEP). Le SNES, le SNEP, la plupart des autres syndicats à direction Unité & Action, les militants Unité & Action du SNI-PEGC et la majorité des militants École émancipée (ceux des Alpes-de-Haute-Provence restent au SE) vont fonder la FSU, après la création d'un syndicat du premier degré, le SNUipp. Le SNETAA (dont la direction se réclame de la tendance « Autrement ») fait partie des fondateurs de la FSU, mais la quitte en 2001.
Ce bloc a perdu la bataille juridique qu'il avait engagée, mais il gagne celle des élections professionnelles de 1993, puis les suivantes. La FSU devance nettement la FEN et en 1996. Si le Syndicat des enseignants accède à la commission paritaire des certifiés, il est devancé par le SNUipp chez les instituteurs et professeurs des écoles. La chute de la FEN, devenue UNSA Éducation en 2000, n'est stoppée qu'aux élections professionnelles de 2005 : l'UNSA éducation se positionne alors comme la deuxième fédération de l’Éducation nationale. Mais elle reste majoritaire chez les personnels de direction et d'inspection et fortement implantée chez les personnels IATOSS (majoritaire chez les personnels administratifs et techniques).

## Conclusion: avec l'UNSA, un retour à l'intégration dans une structure interprofessionnelle
Au sortir de la scission, la FEN voit son influence très fortement réduite. En revanche, dès 1993, elle réussit partiellement, l'opération de regroupement de syndicats autonomes (les confédérations restant chacune sur leur pré carré) avec la création de l'UNSA (Union nationale des syndicats autonomes) de caractère interprofessionnel. L'UNSA, qui ne représentait que 0,71 % des suffrages aux élections prudhommales de 1997, a atteint plus de 5 % des voix en 2002. A contrario, l'audience dans le privé de l'ex-Groupe des Dix est passé de 0,31 % à 1,5 % et la CFE-CGC obtient est passée, elle, de 5,85 % à 7 % des suffrages.
On peut considérer, surtout à partir de 1998 (congrès d'Issy-les-Moulineaux de l'UNSA marquant l'entrée en nombre de militants du secteur privé) que l'histoire de la FEN autonome commencée en 1948 s'achève et que commence, sur le champ de syndicalisation qui était le sien, l'histoire de l'UNSA Éducation, revenue aux sources interprofessionnelles de la Fédération Générale de l'Enseignement.

## Secrétaires généraux
Leur syndicat d'origine est mentionné ainsi que l'évolution de l'affiliation syndicale si elle est intervenue pendant le mandat.
- 1945-1956 : Adrien Lavergne. SNCM (syndicat national des collèges modernes — anciennes écoles primaires supérieures), puis SNES après la fusion SNES-SNCM de 1949.
- 1956-1966 : Georges Lauré. SNET (syndicat national de l'enseignement technique), puis SNES après la fusion SNES-SNET de 1966.
- 1966-1974 : James Marangé. SNI.
- 1974-1981 : André Henry. SNI, puis SNI-PEGC à partir de 1976[24].
- 1981-1987 : Jacques Pommatau. SNI-PEGC.
- 1987-1991 : Yannick Simbron. SNI-PEGC.
- 1991-1997 : Guy Le Néouannic. SNI-PEGC, puis SE-UNSA à partir de 1992
- 1997-2000-2002 : Jean-Paul Roux. Administration et Intendance. Jean-Paul Roux resta secrétaire général de la fédération sous sa nouvelle dénomination d'UNSA Éducation de 2000 à 2002.

Pour les secrétaires généraux de la fédération sous la dénomination «UNSA éducation», voir cette page.
Deux secrétaires généraux de la FEN ont démissionné en raison de tensions internes au sein de la majorité : Georges Lauré (autour de la question du poids politique du SNI dans la fédération) et Yannick Simbron, contraint à la démission dans la période ayant suivi le congrès de Clermont-Ferrand. André Henry a démissionné du secrétariat général de la FEN en mai 1981 quand il a accepté de devenir Ministre du temps libre dans le premier gouvernement Pierre Mauroy constitué après l'élection à la présidence de la République de François Mitterrand. Adrien Lavergne, James Marangé, Jacques Pommatau, Guy Le Néouannic et Jean-Paul Roux ont cessé d'exercer leur fonction lorsqu'ils ont pris leur retraite administrative conformément à la règle syndicale explicite ou tacite appliquée dans les syndicats de la FEN.
Adrien Lavergne et Georges Lauré avaient été secrétaires généraux de leur syndicat d'origine (la règle non écrite était alors de ne le choisir ni au SNI, ni au SNES qui, à l'époque, ne comprenait pas l'enseignement technique). James Marangé, André Henry, Jacques Pommatau, Yannick Simbron étaient, avant d'exercer leur mandat, membres du secrétariat national du SNI ou du SNI-PEGC. Guy Le Néouannic n'avait jamais eu de responsabilités nationales dans son syndicat d'origine, mais était secrétaire national de la FEN depuis 1975 où il eut longtemps la responsabilité du secteur droits et libertés, enseignement hors de France (il avait lui-même exercé antérieurement dans des établissements français à l'étranger).
Jean-Paul Roux, issu des personnels d'intendance, est le premier secrétaire général de la FEN issu d'un syndicat de personnels ATOSS. Élu au bureau national de son syndicat d'origine, il en a été secrétaire général adjoint (1977-1982). Il avait été secrétaire départemental de la section FEN du Var (1974-1980) et avait assumé la responsabilité du secteur revendications de la FEN (et donc l'important dossier fonction publique) de 1983 à 1997. De 1998 à 2001, Jean-Paul Roux a également cumulé ses fonctions avec celles de secrétaire général de l'UNSA Fonctionnaires.
Hormis Guy Le Néouannic, les secrétaires généraux de la FEN avaient antérieurement exercé des responsabilités au secrétariat national de leurs syndicat d'origine, notamment comme secrétaire général (Lavergne, Lauré) ou secrétaire général adjoint (Jean-Paul Roux).